# 비둘기우유
비둘기우유(Vidulgi OoyoO)는 대한민국의 4인조 록 밴드이다.

## 활동 및 이력
2003년 결성되었으며 2007년 1월 디지털 싱글 《Elephant／Siren》을 발표하였다. 그리고 2008년 봄 일렉트릭 뮤즈에서 첫 번째 정규 음반 《Aero》를 발표했다. 이 음반은 여러 매체에서 올해의 앨범으로 선정되고, 한국대중음악상 모던록 앨범 부문과 신인상 부문에 노미네이트되었다.
그 동안 펜타포트 록 페스티벌과 지산록 밸리 페스티벌 등의 무대에 올랐으며, 두 메이크 세이 씽크 내한 공연의 오프닝을 맡기도 했다.
2014년 2월에는 EBS 스페이스 공감 '비둘기우유 / 써드스톤'편에 출연하였다.

## 음반 목록

### 디지털 싱글
1. Elephant/Siren (2007.1)
2. Bliss City East 그리고 Vidulgi Ooyoo (2010.4)

### 정규 앨범
1. aero (2008.4)
2. aero -Japanese Edition (2011.8)
3. Officially Pronounced Alive (2013.11)